# گوونگ
گوونگ (به لاتین: Gołyń) یک روستا در لهستان است که در گمینا بیاوا راوسکا واقع شده‌است. گوونگ ۱۵۰ نفر جمعیت دارد و ۱۹۰ متر بالاتر از سطح دریا واقع شده‌است.